# Прудников, Иван Савельевич
Иван Савельевич Прудников (16 июня 1919, Папоротка, Климовичский уезд, Могилёвская губерния — 20 апреля 2005) — конструктор ракетно-космической техники, лауреат Ленинской премии 1961 г.

## Биография
Родился 16 июня 1919 г. в д. Папоротка Климовичского уезда Гомельской губернии (сейчас — Климовичский район Могилёвской области).
В 1924 г. с родителями уехал в Краснодарский край, затем жил в Краматорске и Воронеже.
После окончания автотракторного факультета Сталинградского механического института (1941) работал на Сталинградском тракторном заводе технологом, наладчиком станков в цехе по выпуску танков Т-34.
С сентября 1942 по март 1946 г. начальник КБ инструментов и приспособлений на заводе № 724 имени М. Фрунзе в г. Чирчик Ташкентской области.
С 1946 г. инженер-механик в НИИ № 88 (будущая ракетно-космическая корпорация «Энергия» им. С. П. Королёва) в отделе главного конструктора С. П. Королёва. Принимал участие в создании первой советской баллистической ракеты дальнего действия, ракеты-носителя Р-2. В 1955 г. под научным руководством С. П. Королёва защитил кандидатскую диссертацию.
В 1956—1966 гг. начальник проектно-конструкторского отдела головных частей баллистических ракет дальнего действия (Р-5, Р-7, Р-9, Р-9А). Один из ключевых участников решения абсолютно новой для 1950-х годов технической проблемы безопасного входа в атмосферу головной части.
Двухступенчатая межконтинентальная баллистическая ракета Р-7 стала базовой для создания ряда её модификаций, что позволило обеспечить запуск первых искусственных спутников Земли, пилотируемых космических кораблей «Восток», «Восход», «Союз», космических аппаратов «Зенит», «Электрон», «Метеор», «Прогресс» и др.
Учитывая вклад в эти проекты, ВАК СССР в 1958 г. присвоил И. С. Прудникову учёную степень доктора технических наук без защиты диссертации.
Осенью 1964 г. он возглавил новый отдел № 93 по проектированию кораблей для лунной экспедиции.
В 1966—1974 гг. начальник отдела по проектированию космических кораблей и разработки ракетно-космического комплекса для экспедиции на Луну (ЛК «Звезда-2»).
С 1974 по 1982 г. главный конструктор научного направления НПО «Энергия» по разработке лунного экспедиционно-посадочного комплекса, в том числе и по строительству лунного городка. Городок предусматривал жилой модуль, атомную электростанцию, лабораторный и заводской модули, лунный вездеход с радиусом действия до 200 км.
С 1982 г. на пенсии, до 1995 г. работал старшим научным сотрудником в РКК «Энергия» им. С. П. Королёва.
Умер в 2005 году. Похоронен на Раевском кладбище.

## Награды и звания
- Ленинская премия (1961);
- Два ордена Трудового Красного Знамени (1956, 1957);
- Медаль «За доблестный труд» (1970).